# Boeli van Leeuwen
Willem Cornelis Jacobus van Leeuwen (Curaçao; 10 de octubre de 1922 - Curaçao; 28 de noviembre de 2007) más conocido como Boeli van Leeuwen fue un escritor en lengua holandesa de las Antillas Neerlandesas.

## Trayectoria
Hijo de un alto funcionario holandés, estudió derecho en la Universidad de Leiden, licenciándose finalmente por la Universidad de Ámsterdan. De vuelta a Curaçao ocupó diversos puestos públicos, en 1947 publicó sus primeros libros de poesía y en 1959 apareció su primera novela, De rots diere struikeling, que trata del conflicto entre el individuo y su responsabilidad social, editada en los Países Bajos. Ganaría el Vijverbergprijs en 1961.

## Obras
- 1947 - Tempels en woestijnen
- 1947 - De Mensenzoon
- 1959 - De rots diere struikeling
- 1962 - Een vreemdeling op aarde
- 1966 - De eerste Adam
- 1978 - Een vader, een zoon
- 1985 - Schilden van leem
- 1988 - Het teken van Jona
- 1990 - Geniale anarchie